# Jarosław Modzelewski

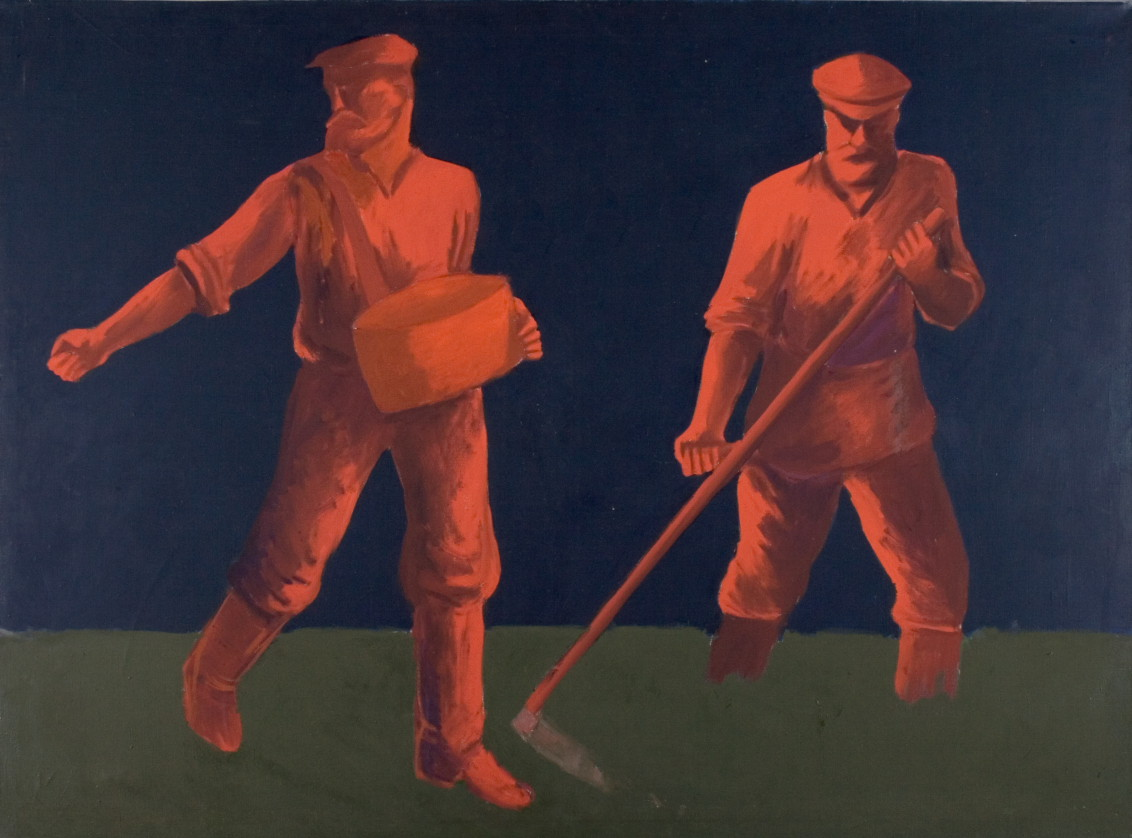
„Siewca” – ze zbiorów „Zachęty”

Jarosław Modzelewski (ur. 8 października 1955 w Warszawie) – polski malarz, rysownik, pedagog.

## Życiorys
W latach 1970–1975 uczęszczał do Technikum Elektroniczno-Mechanicznego w Zespole Szkół Elektronicznych, które ukończył z tytułem technika elektronika o specjalności: elektroniczne maszyny matematyczne. Jednocześnie uczęszczał na zajęcia ogniska plastycznego w Pałacu Młodzieży.
Studiował w Warszawskiej Akademii Sztuk Pięknych, uzyskując w 1980 roku dyplom w pracowni prof. Stefana Gierowskiego.
W okresie od lipca 1980 do maja 1981 odbywał służbę wojskową w Łodzi, wraz z Markiem Sobczykiem.
Był współzałożycielem „Gruppy” i uczestniczył w jej wystawach 1982–1983. Współredagował organ Gruppy „Oj dobrze już” (1984–1988). Od 1982 pracuje jako pedagog w macierzystej uczelni. Na jesieni 1984 przebywał wraz z Markiem Sobczykiem na stypendium w Niemczech Zachodnich. W latach 90. prowadził, wspólnie z Markiem Sobczykiem i Piotrem Młodożeńcem prywatną Szkołę Sztuki w Warszawie.
W początkowym okresie twórczości tworzył obrazy abstrakcyjne, niekiedy posługując się szablonami. W latach 1986–1989 tworzył realistyczne obrazy figuralne nacechowane nastrojem surrealizmu.
W latach dziewięćdziesiątych malarstwo Modzelewskiego charakteryzowało się schematycznością ujęcia postaci ludzkich.

## Wybrane wystawy
- 1992 – „Kunst, Europa”, Bonner Kunstverein, Bonn
- 1999–2000 – „Aspects – Positions. 50 Years of Art in Central Europe”, Wiedeń – Budapeszt
- 2001 – Irreligia, Atelier 340, Bruksela
- 2005 – „Kilka wątków”, Muzeum Górnośląskie, Bytom; Moskwa – Warszawa, Zachęta Narodowa Galeria Sztuki, Warszawa oraz Galeria Trietiakowska, Moskwa
- 2017 – „Pejzarze i uczucia”, Galeria Zderzak, Kraków
- 2019 – „Co oczy widziały”, Galeria Ego, Poznań
- 2020 – „Caritas”, Galeria Zderzak, Kraków
- 2022 – „Jarosław Modzelewski - Kraj nad Wisłą", CSW Zamek Ujazdowski, Warszawa

Źródło: Culture.pl
- 2024 - „Jarosław Modzelewski – przestrzeń doświadczana” w Muzeum Nadwiślańskim w Kazimierzu Dolnym (Lubelskie)[2]

## Nagrody
- 1985 – I Biennale Młodych „Droga i prawda”, Wrocław (III nagroda)
- 1998 – Paszport „Polityki”
- 2004 – laureat Nagrody im. Jana Cybisa
- 2014 – laureat XIII edycji Nagrody im. Kazimierza Ostrowskiego
- 2022 – Doroczna Nagroda Ministra Kultury i Dziedzictwa Narodowego[3]